# Разгар лета
«Разга́р ле́та», также известный как «Ле́то мёртвых», «Мёртвое лето» или «Мертвецы лета» (англ. Dead of Summer) — американский телесериал, созданный Адамом Хоровицем, Эдвардом Китсисом и Иэном Голдбергом для телеканала Freeform. Премьера шоу состоялось 28 июня 2016 года.
8 ноября 2016 года Freeform закрыл сериал после одного сезона.

## Сюжет
Действие сериала происходит в конце 1980-х годов в летнем лагере «Стиллуотер» на Среднем Западе. «Стиллуотер» — казалось бы идеальный лагерь, который в солнечный сезон манит к себе вожатых, вскоре наполняется ужасом и злом, поджидающим на каждом шагу.

## Актёрский состав

### Основной состав
- Элизабет Митчелл — Дебора «Дэб» Карпентер
- Элизабет Лэил — Эми Хьюз
- Эмбер Кони — Каролина «Сверчок» Диаз
- Альберто Фрезза — заместитель шерифа Гарретт «Деревенщина» Сайкс
- Элай Гори — Джоэл Гудсон
- Марк Инделикато — Блэр Рамос
- Ронен Рубенштейн — Алекс Пауэлл (урожд. Алексей Фавинов)
- Полина Сингер — Джесика «Джесси / Брекеты» Тайлер
- Зельда Уильямс — Дрю Ривз (урожд. Андреа Далтон)

### Второстепенный состав
- Чарльз Межер — шериф Бойд Хилен
- Тони Тодд — Холиуок
- Эндрю Уэст — Деймон Кроули
- Донни Кохрейн — Паркер
- Закари Гордон — Джейсон «Блоттер» Коэн
- Джанет Киддер — миссис Сайкс

## Список эпизодов
| №  | Название                                             | Режиссёр         | Автор сценария                             | Дата премьеры   | Зрители в США (млн) |
| -- | ---------------------------------------------------- | ---------------- | ------------------------------------------ | --------------- | ------------------- |
| 1  | «Терпение» «Patience»                                | Адам Хоровиц     | Эдвард Китсис, Адам Хоровиц и Иэн Голдберг | 28 июня 2016    | 0,63                |
| 2  | «Глаза Барни Раббла» «Barney Rubble Eyes»            | Рон Андервуд     | Иэн Голдберг                               | 5 июля 2016     | 0,49                |
| 3  | «Сборник песен» «Mix Tape»                           | Мик Гаррис       | Эдвард Китсис и Адам Хоровиц               | 12 июля 2016    | 0,48                |
| 4  | «Современная любовь» «Modern Love»                   | Тара Николь Вейр | Эдвард Китсис и Адам Хоровиц               | 19 июля 2016    | 0,46                |
| 5  | «Как выжить в лесу» «How to Stay Alive in the Woods» | Норман Бакли     | Эрин Махер и Кэй Рейндл                    | 26 июля 2016    | 0,35                |
| 6  | «Бродяги Дхармы» «The Dharma Bums»                   | Майкл Шульц      | Ричард Хатем                               | 2 августа 2016  | 0,35                |
| 7  | «Деревенщина» «Townie»                               | Майрзи Алмас     | Иэн Голдберг и Ричард Хатем                | 9 августа 2016  | 0,41                |
| 8  | «Демон внутри» «The Devil Inside»                    | Мик Гаррис       | Ричард Нэйн и Стивен Каналс                | 16 августа 2016 | 0,47                |
| 9  | «Дом, милый дом» «Home Sweet Home»                   | Олрик Райли      | Иэн Голдберг                               | 23 августа 2016 | 0,36                |
| 10 | «Она разговаривает с ангелами» «She Talks to Angels» | Стив Майнер      | Эдвард Китсис и Адам Хоровиц               | 30 августа 2016 | 0,41                |

## Производство

### Разработка
Freeform (на тот момент ABC Family) сделал прямой заказ сериала «Разгар лета» 18 ноября 2015 года. Шоу воссоединило создателей телесериала «Однажды в сказке» Адама Хоровица, Эдварда Китсиса и сценариста Иэна Голдберга. В феврале 2016 года было объявлено, что актёры «Остаться в живых» и «Однажды в сказке» Элизабет Митчелл и Элизабет Лэил сыграют ведущие роли, тем самым воссоединив сценаристов и актёров этих сериалов. В апреле 2016 года была объявлена дата премьеры шоу — 28 июня 2016 года.

### Съёмки
Основной съёмочный процесс стартовал 21 марта 2016 года в Ванкувере, Британская Колумбия, Канада. Хоровиц стал режиссёром пилотного эпизода (это только второй снятый им эпизод после «Непрощённого» четвёртого сезона «Однажды в сказке»).